# علي أباد نو باس بار (زين أباد)
علي أباد نو باس بار (بالفارسية: علی‌آباد نوپس‌پر) هي قرية تقع في إيران في قسم زين أباد الريفي.